# Grega Benedik
Grega Benedik (Jesenice, 21 maggio 1962) è un ex sciatore alpino sloveno che gareggiò per la nazionale jugoslava.

## Biografia
Specialista delle prove tecniche originario di Žirovnica, Benedik ottenne il primo risultato di rilievo in Coppa del Mondo il 4 gennaio 1981 a Ebnat-Kappel giungendo 10º in combinata; ai XIV Giochi olimpici invernali di Sarajevo 1984, suo esordio olimpico, non completò lo slalom gigante. Ai Mondiali di Crans-Montana 1987 si classificò 14º nello slalom speciale, suo primo piazzamento iridato, e il 21 marzo dello stesso anno conquistò l'unica vittoria, nonché unico podio, in Coppa del Mondo, a Sarajevo nella medesima specialità.
Convocato per i XV Giochi olimpici invernali di Calgary 1988, sua ultima presenza olimpica, concluse al 9º posto lo slalom speciale e l'anno dopo partecipò ai Mondiali di Vail 1989, sua ultima presenza iridata, piazzandosi 8º nella medesima specialità; il 12 marzo 1990 ottenne l'ultimo piazzamento della sua attività agonistica nello slalom speciale di Coppa del Mondo disputato a Sälen, chiuso da Benedik al 15º posto.

## Palmarès

### Coppa del Mondo
- Miglior piazzamento in classifica generale: 26º nel 1987
- 1 podio:
  - 1 vittoria

#### Coppa del Mondo - vittorie
| Data          | Località | Paese      | Specialità |
| ------------- | -------- | ---------- | ---------- |
| 21 marzo 1987 | Sarajevo | Jugoslavia | SL         |

Legenda:

SL = slalom speciale